# Johannes Munnicks

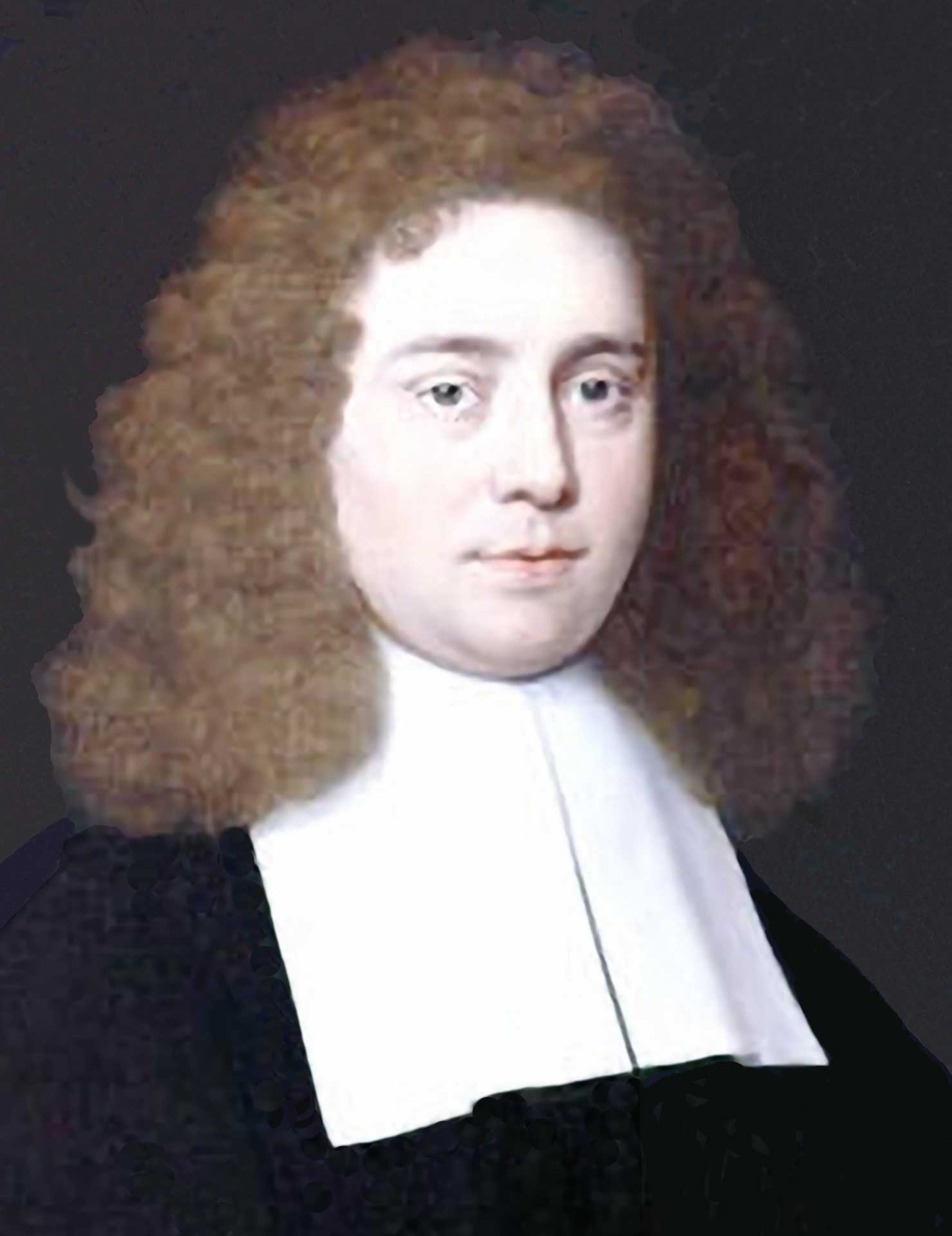
Johannes Munnicks

Johannes Munnicks (auch: Jean Munniks, Munnix, Munnicx, Munnigk, Munick, Jan Munnickius; * 16. Oktober 1652 in Utrecht; † 10. Juni 1711 ebenda) war ein niederländischer Mediziner.

## Leben
Munnicks war der Sohn eines Apothekers und immatrikulierte sich 1670 an der Universität Utrecht. Hier wurde er am 13. Dezember 1670 mit dem Thema de Fluore muliebri unter Isbrand van Diemerbroeck zum Doktor der Medizin promoviert. Später veröffentlichte er den Tractatus de urinus, earumque inspectione (Utrecht 1674, niederländisch: Verhandelinge der wateren, en hoe men dezelve bezien moet von D, van Haagstraten. Dordrecht 1683) und wurde 1677 mit der Antrittsrede De utilitate anatomiae Lektor der Anatomie an der Utrechter Hochschule. Am 2. Dezember 1678 beriefen ihn die Kuratoren der Utrechter Hochschule zum außerordentlichen Professor der Chirurgie.
Diese Stelle trat er am 12. Dezember 1678 mit der Rede De praestantia rei herbariae an und versah die Stelle die ersten zwei Jahre ohne Besoldung. Am 9. Februar 1680 wurde er ordentlicher Professor der Chirurgie und bald darauf am 15. Februar 1680 Professor der Anatomie und Botanik. Er hatte sich vor allem als Praktiker der Anatomie und Chirurgie gewidmet und war Stadtphysikus in Utrecht. Zudem beteiligte er sich auch an den organisatorischen Aufgaben der Hochschule und war in den Jahren 1685/86, 1694/95 sowie 1710/11 Rektor der Alma Mater.

## Werke
- Chirurgia ad praxin hodiernam adornata, in qua veterum pariter ac neotericorum dogmata dilucide exponuntur. Utrecht 1686. (niederländisch von D. Havart, Utrecht 1693, Deutsch Jena 1690, Amsterdam 1715)
- Liber de re anatomica. Utrecht 1697.
- Alle de werken enz. Amsterdam 1740. (posthum von G. Dicten)

## Weblink
- Catalogus Professorum Academiae Rheno Traiectinae

| Personendaten    | Personendaten                                                                            |
| ---------------- | ---------------------------------------------------------------------------------------- |
| NAME             | Munnicks, Johannes                                                                       |
| ALTERNATIVNAMEN  | Munniks, Jean; Munnix, Jean; Munnicx, Jean; Munnigk, Jean; Munick, Jean; Munnickius, Jan |
| KURZBESCHREIBUNG | niederländischer Mediziner                                                               |
| GEBURTSDATUM     | 16. Oktober 1652                                                                         |
| GEBURTSORT       | Utrecht                                                                                  |
| STERBEDATUM      | 10. Juni 1711                                                                            |
| STERBEORT        | Utrecht                                                                                  |